# Justice League Action
Justice League Action é uma série animada de televisão americana baseada na equipe de super-heróis da banda desenhada DC Comics da Liga da Justiça. A série é produzida por Jim Krieg, Butch Lukic e Alan Burnett. Estreou no Reino Unido, no canal Cartoon Network, em 26 de novembro de 2016. Nos Estados Unidos, estreou no canal Cartoon Network, em 16 de dezembro de 2016. No Brasil, estreou no canal Cartoon Network, em 6 de janeiro de 2017, às 16h:00. Em Portugal, estreou no canal Cartoon Network, em 11 de fevereiro de 2017, às 12h:30.

## Enredo
A série apresenta as aventuras de Superman, Batman, Mulher-Maravilha, e os membros rotativos da Liga da Justiça.

## Elenco
- Kevin Conroy como Bruce Wayne/Batman[6]
- Rachel Kimsey como Princesa Diana/Mulher-Maravilha[8]
- Jason J. Lewis como Clark Kent/Superman,[8] General Zod,[9] Desaad,[9] Krypto, o Supercão,[9] Streaky, o Supergato,[9] Carmine Falcone[10]
- Sean Astin como Shazam[11]
- Diedrich Bader como Michael Jon Carter/Gladiador Dourado[6]
- Hannibal Buress como Michael Holt/Senhor Incrível[11]
- P. J. Byrne como Ronnie Raymond/Nuclear[8]
- Lacey Chabert como Zatana[12]
- John DiMaggio como Lobo,[8][13] Mongul
- Michael Dorn como Atrocitus[14]
- Gilbert Gottfried como Mr. Mxyzptlk
- Mark Hamill como Coringa[6]
- Ken Jeong como Hiro Okamura/Homem dos Brinquedos[11][15]
- Josh Keaton como Hal Jordan/Lanterna Verde[14]
- John de Lancie como Brainiac[16]
- Cloris Leachman como Vovó Bondade[17]
- Max Mittelman[18]
- Patton Oswalt como Space Cabbie[11]
- Khary Payton como Victor Stone/Cyborg[8][8][13]
- Carl Reiner como William A. Zard/Mago Shazam[19]
- Charlie Schlatter como Barry Allen/Flash[20]
- Patrick Seitz[12]
- Armin Shimerman como Zilius Zox[14]
- Dana Snyder como Patrick O'Brian/Homem-Borracha[21][22]
- Brent Spiner como Edward Nygma/Charada[7]
- Joanne Spracklen como Kara Zor-El/Supergirl[23]
- Tara Strong como Harleen Quinzel/Arlequina[12]
- Oliver Vaquer[24]
- James Woods como Lex Luthor[6]

## Dublagem brasileira
Liga da Justiça:
- Bruce Wayne/Batman - Duda Ribeiro
- Clark Kent/Superman -  Guilherme Briggs
- Princesa Diana/Mulher Maravilha - Priscila Amorim
- Hal Jordan/Lanterna Verde - Philippe Maia
- Barry Allen/Flash - Clécio Souto
- Caçador de Marte - Dário de Castro
- Gavião Negro - Francisco Júnior
- Oliver Queen/Arqueiro Verde - Júlio Chaves
- Shazam ou Capitão Marvel - Erick Bougleux
- Victor Stone/Ciborgue - Eduardo Borgueth
- Patrick O'Brian/Homem Borracha - Alexandre Moreno
- Kara Zor-El/Supergirl - Flávia Saddy
- Michael Jon Carter/Gladiador Dourado - Yuri Tupper
- Vixen - Linn Jardim
- Besouro Azul - Marcos Souza
- Grande Barda - Márcia Morelli
- Ronald Raymond/Nuclear - Luciano Monteiro
- John Constantine - Fernando Lopes
- Zatanna Zatara - Jullie
- Monstro do Pântano - Malta Júnior
- Jason Blood/Etrigan, o Demônio - Márcio Dondi
- Billy Batson - Erick Bougleaux/ Luciano Monteiro (uma fala do ep. 4)
- Beatriz da Costa/Fogo - Iara Riça
- Ray Palmer/Electron - Yuri Calandrino
- Pantera - Leonardo Serrano
- Tornado Vermelho - Bruno Rocha
- Michael Holt/Senhor Incrível - Sérgio Muniz
- Courtney Whitmore/Sideral - Ana Elena Bittencourt

Vilões principais:
- Charada - Marco Ribeiro
- Coringa - Márcio Simões
- Lex Luthor - Luiz Carlos Persy
- General Zod - Ronaldo Júlio
- Brainiac - Paulo Bernardo
- Pinguim - José Santa Cruz
- Sr. Cérebro - Sérgio Stern
- Adão Negro - Francisco Junior
- Parasita - Duda Espinoza
- Solomon Grundy - Ronaldo Júlio
- Irmão Noite - Milton Parisi
- Mongul - Jorge Lucas
- David Clinton/Cronos - Nando Sierpe (1ª voz)/ Eduardo Dascar (2ª voz)
- Carmine Falcone - Mário Cardoso
- Hiro Okamura/Homem-Brinquedo - Sérgio Stern (1ª voz)/ Gil Mesquita (2ª voz)
- Pamela Isley/Hera Venenosa - Miriam Ficher
- Gorila Grodd - Márcio Simões
- Arlequina - Iara Riça
- Drª Caitlin Snow/Nevasca - Érika Menezes
- Floyd Lawton/Pistoleiro - Marco Ribeiro
- Victor Fries/Senhor Frio - Marco Moreira
- Harvey Dent/Duas Caras - Hélio Ribeiro
- Circe - Izabel Lira
- Irmão Noite - Milton Parisi
- Klarion - André Marcondes
- Felix Fausto - Gustavo Nader/ André Belizar (forma idosa)
- Caim - Hélio Ribeiro
- Faora - Adriana Torres
- Mestre C.O.L.M.E.I.A. - Marco Moreira
- Kanjar Ro - Ricardo Juarez

Apokolips:
- Lobo da Estepe - Malta Júnior
- Virman Vundabar - Mckeidy Lisita
- Darkseid - Márcio Dondi (1ª voz)/ José Augusto Sendim (2ª voz)
- Kalibak - Bruno Rocha
- Vovó Bondade - Marize Motta

Família Nuclear:
- Pai - Paulo Bernardo
- Mãe - Izabel Lira
- Mana - Linn Jardim
- Muque - Muque Pedro Soares

Irmãos Djinn:
- Pirralho - Mattheus Caliano
- Calythos - Mauricio Berger
- Uthool - Raul Labancca
- Rath - Bruno Rocha
- Abnegazar - Ricardo Juarez
- Nyorlath - Sérgio Stern

Lanternas Vermelhos:
- Zilius Zox - Flávio Back
- Bleez - Rita Lopes

Outros personagens:
- O Mago Shazam - Carlos Roberto
- Jimmy Olsen - Gustavo Nader
- Lobo - Luiz Carlos Persy
- Jonas Glim - Maurício Berger
- Professor Martin Stein - Alfredo Martins
- Taxista Espacial - José Leonardo
- Empresário do Pantera - Carlos Seidl
- Lois Lane - Miriam Ficher
- Rainha Hipólita - Márcia Morelli
- Atena - Bia Barros
- Merlin - Mário Monjardim
- Jonah Hex - Malta Júnior
- Batman criança - Enzo Dannemann
- Sr. Destino criança - Arthur Salerno
- John Constantine criança - Mattheus Caliano
- Chanceler Al-On - Oziel Monteiro

Dublagem:
- Locução - Ricardo Vooght/ Ricardo Juarez/ Oziel Monteiro
- Placas - Oziel Monteiro/ Marco Moreira
- Estúdio de Dublagem: Cinevideo
- Direção de dublagem: Marco Moreira/ Bia Barros/ Luciano Monteiro[carece de fontes?]

## Episódios
| Temporada | Temporada | Episódios | Exibição original                                                            | Exibição original  | Exibição no Brasil   | Exibição no Brasil  | Exibição em Portugal    | Exibição em Portugal |
| Temporada | Temporada | Episódios | Estreia de temporada                                                         | Final de temporada | Estreia de temporada | Final de temporada  | Estreia de temporada    | Final de temporada   |
| --------- | --------- | --------- | ---------------------------------------------------------------------------- | ------------------ | -------------------- | ------------------- | ----------------------- | -------------------- |
|           | 1         | 52        | 26 de novembro de 2016 (Reino Unido) 16 de dezembro de 2016 (Estados Unidos) | 3 de junho de 2018 | 6 de janeiro de 2017 | 29 de março de 2019 | 11 de fevereiro de 2017 | 2018                 |

## Produção
Numa conferência de imprensa em Kuala Lumpur, na Malásia, o painel representante desta série apresentou projetos para alguns dos personagens como Superman, Mulher-Maravilha, Batman, Besouro Azul, Space Cabbie, Doutor Destino, Shazam, Doutora Luz, Senhor Incrível, Coringa, Monstro do Pântano, Nuclear, Caçador de Marte, Grande Barda, Zatara, Arlequina, Gavião Negro, Lobo, e Moça Diabólica.

## Transmissão
Justice League Action teve estreia no Reino Unido, no canal Cartoon Network, em 26 de novembro de 2016. Na Polónia, foi exibido no Cartoon Network, em 4 de dezembro de 2016. Na Alemanha, foi exibido no Cartoon Network, em 10 de dezembro de 2016. Nos Estados Unidos, foi exibido no canal Cartoon Network, em 16 de dezembro de 2016. No Brasil, foi exibido no canal Cartoon Network, em 6 de janeiro de 2017. Na América Latina, foi exibido no canal Cartoon Network, no mesmo dia. Na Hungria, Eslováquia, Moldávia, República Tcheca e Roménia, foi exibido no canal Cartoon Network, em 14 de janeiro de 2017. Em Portugal, foi exibido no canal Cartoon Network, em 11 de fevereiro de 2017.
Também é exibido de segunda a sexta-feira dentro do programa infantil Bom Dia e CIA no SBT

## Promoção
Os brinquedos McLanche Feliz, da rede de restaurantes McDonald, foram distribuídos para coincidir com o lançamento do programa em 20 de setembro de 2016, somente nos Estados Unidos.[carece de fontes?]